# Desireless
Desireless, właściwie Claudie Fritsch-Mentrop (ur. 25 grudnia 1952 roku w Paryżu) – francuska piosenkarka oraz projektantka mody.
Wychowywała się w le Tréport (departament 76 – Seine-Maritime). Na początku lat siedemdziesiątych została projektantką mody. Na początku lat osiemdziesiątych zaczęła śpiewać w różnych zespołach jazz, new wave i R&B. Piosenkarka ta zasłynęła między innymi piosenką „Voyage Voyage”, która w latach 1986–1988 była wielkim hitem i numerem jeden w wielu europejskich i azjatyckich krajach.
Jest zamężna, ma córkę (ur. 1990).

## Dyskografia

### Albumy
- 1989: François
- 1994: I love you
- 2003: Ses plus grands succès
- 2004: Un brin de paille
- 2007: More Love and Good Vibrations
- 2007: Le petit bisou (en duo avec Mic-Eco)
- 2008: More Love and Good Vibrations (édition russe)
- 2010: More Love and Good Vibrations (réédition collector)
- 2011: L'expérience humaine
- 2012: L'Œuf du Dragon
- 2012: XP2 (EP)
- 2013: L'Œuf du Dragon
- 2014: I love you (réédition)

### Single
- 1986/87: „Voyage Voyage”
- 1988: „John”
- 1989: „Qui sommes-nous ?”
- 1990: „Elle est comme les étoiles”
- 1994: „Il dort”
- 1994: „I love you”
- 2004: „La vie est belle”
- 2006: „Free Your Love” (duo avec Esteban)
- 2009: „Tes voyages me voyagent” (duo avec Léopold Nord)
- 2010: „Voyage, Voyage (remix 2010)” (feat. Dj Esteban)
- 2011: „L'expérience humaine”
- 2012: „Nul ne sait”